# カノッサの屈辱

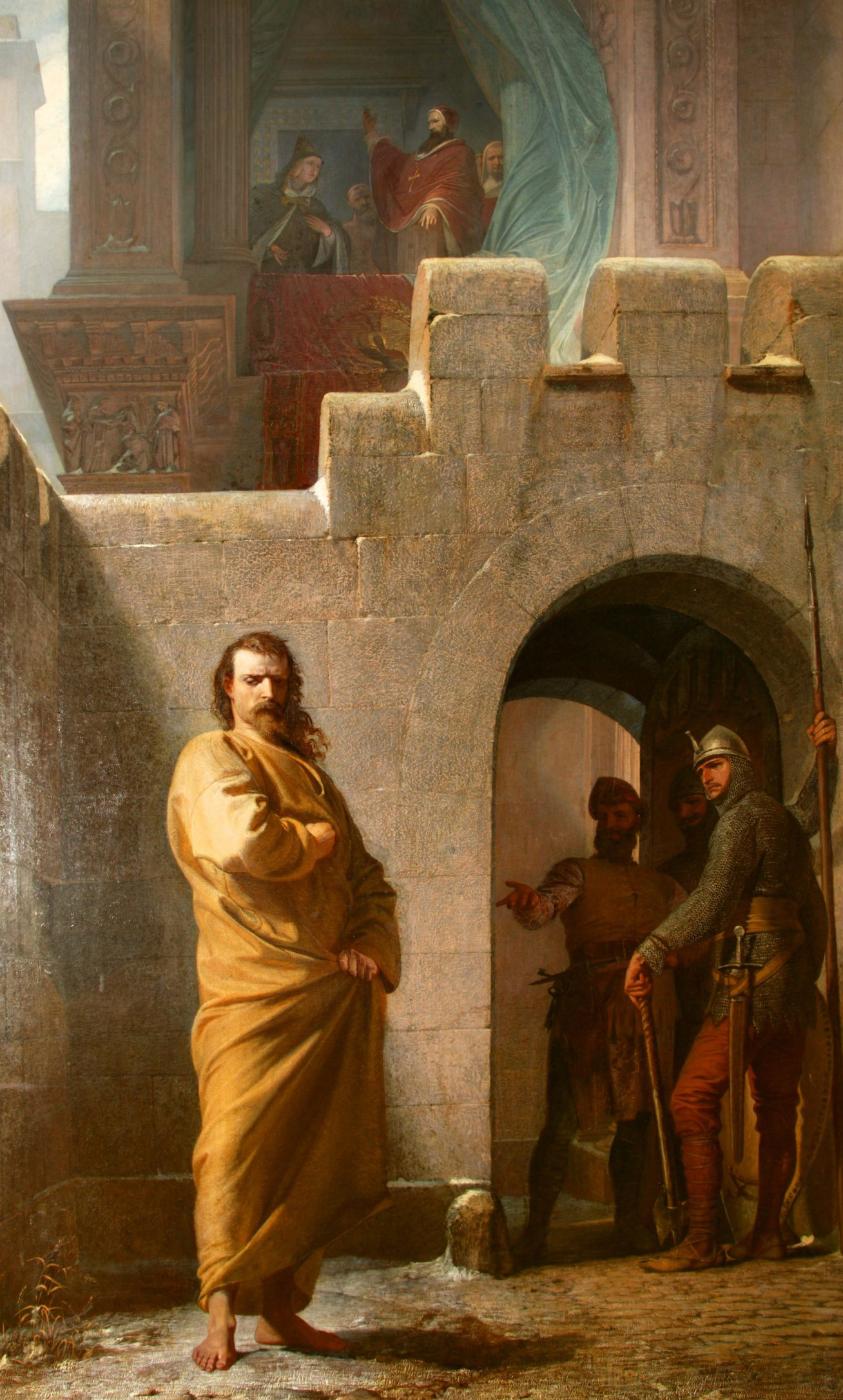
カノッサの屈辱

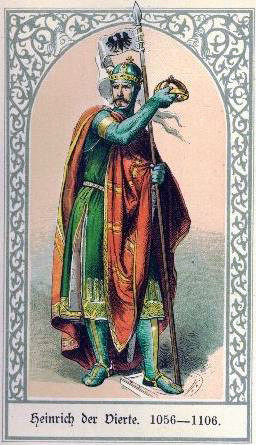
神聖ローマ皇帝ハインリヒ4世

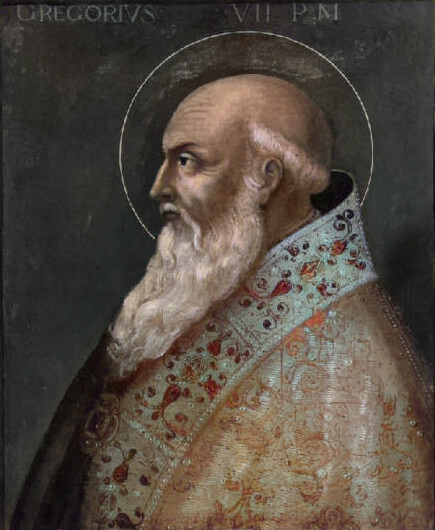
ローマ教皇グレゴリウス7世

カノッサの屈辱（カノッサのくつじょく、ドイツ語: Gang nach Canossa、イタリア語: Umiliazione di Canossa）は、聖職叙任権をめぐってローマ教皇グレゴリウス7世と対立していたローマ王ハインリヒ4世が、1077年1月25日から3日間に及んで雪が降る中、カノッサ城門にて裸足のまま断食と祈りを続け、教皇に破門の解除と赦しを請うた事件を指す。結果、グレゴリウス7世はハインリヒ4世の破門を解いた。
また、カノッサ事件とも呼ばれる。

## 事件の概要
ハインリヒ4世は北イタリアにおける影響力を増すために、自分の子飼いの司祭たちをミラノ大司教、フェルモやスポレートの司教などに次々と任命した。教皇は司教の任命権（叙任権）が君主ではなく教会にあることを通達し、対立司教の擁立中止を求めたが、ハインリヒ4世は聞き入れなかった（これを叙任権闘争という）。グレゴリウス7世が皇帝の破門と皇帝権の剥奪をほのめかしたため、ハインリヒ4世は激怒し、1076年1月に独自の教会会議を開いて教皇の廃位を宣言した。ここに至って教皇も、1076年2月にハインリヒ4世の破門と王位の剥奪を宣言した。
かねてよりハインリヒ4世への敵対意識が強かったザクセン公はじめドイツの諸侯たちは、これを好機とばかりにハインリヒ4世に叛旗を翻し、1077年2月2日までに破門が解かれない場合にはアウクスブルクにおいて会議を開いて新しいローマ王を決めることを決定し、権威の付与者にして仲裁者として教皇を会議へ招聘した。諸侯はハインリヒ4世が教皇に謝罪しなければ後継王が決まらずとも王位を空位とみなすことも決議した。ここに至ってハインリヒ4世は完全に手詰まりとなり、教皇に使節を送って許しを乞うた。教皇がこれを拒絶したため、皇帝は自ら教皇に謝罪することになった。
ハインリヒ4世は教皇がアウクスブルクでの会議に参加する前に贖罪するため、北イタリアへ向かった。そこで会議に向かう途中の教皇が、トスカーナ女伯マティルデの居城カノッサ城に滞在していることを知った。
1077年1月、突然現れたハインリヒ4世に教皇は戸惑い、捕縛を恐れて城から出ようとしなかった。ハインリヒ4世は武器をすべて置き、修道士の服装に身をつつんで城の前で教皇に赦しを求めた。教皇は破門を解く旨を伝え、ローマへ戻った。
ハインリヒ4世はドイツに戻ると直ちに反対派の諸侯を制圧し王権を確立した。その後、再び叙任権をめぐって両者は争うが、今度はハインリヒ4世が軍勢を率いてイタリアに乗り込みローマを囲んだ。教皇は辛くも包囲を脱出し、1085年にイタリア南部のサレルノで客死した。叙任権闘争は、叙任権が教皇にあることを定めたヴォルムス協約が成立する1122年まで続いた。

## 後世への影響
この事件は叙任権闘争、ローマ教皇対ローマ王及び皇帝の長期に渡る抗争の一事件でしかないが、この後ローマ教皇庁では皇帝ですら教皇に跪いたと教皇権の優位性の宣伝に使われた。一方で16世紀になると、ドイツのプロテスタントは反教皇の立場からこの事件を取り上げた。19世紀には民族主義と反カトリック主義の高まりの中でビスマルクが、この事件をドイツの屈辱として取り上げるなど、主に文化闘争の文脈において政治的宣伝に利用された。
また、この事件を下敷きにしてかかれた戯曲としては、ピランデッロによる『エンリーコ四世』がある。
ヨーロッパでは現在でも「カノッサの屈辱」は「強制されて屈服、謝罪すること」の慣用句として用いられている事が多い。